# Psammocora haimeana
Psammocora haimeana är en korallart som beskrevs av Milne Edwards och Jules Haime 1851. Psammocora haimeana ingår i släktet Psammocora och familjen Siderastreidae. IUCN kategoriserar arten globalt som livskraftig. Inga underarter finns listade i Catalogue of Life.